# Samostan Ljubostinja
Ljubostinja (srbsko  Љубостиња) je srbski pravoslavni samostan v majhni gorski dolini pri Trsteniku, 9 km severovzhodno od Vrnjačke Banje. Posvečen je Sveti Mariji.

## Zgodovina
Samostan se je gradil od leta 1388 do 1405. V samostanu sta pokopani kneginja Milica Hrebeljanović, žena kneza Lazarja Hrebeljanovića, in nuna Jefimija, ena od številnih vdov v bitki na Kosovskem polju padlih srbskih plemičev, ki so odšle v samostane. Ljubostija je ženski samostan, v katerem biva in ga vzdržuje okoli petdeset nun. 
Med vstajo proti Osmanskemu cesarstvu v Kočini krajini so iz samostana Ljubostinja pozivali prebivalstvo k uporu. Po propadu vstaje so Osmani samostan požgali in uničili večino fresk. Med požarom se je za ikonami odkril skrit prostor, v katerem je Milica skrila svoje zaklade. Med ukradenimi dragocenostmi je bila tudi krona kneza Lazarja, ki je zdaj v Carigradu. 

## Arhitektura in poslikave
Samostan Ljubostinja ima kupolo in narteks. Zgrajen je v moravskem slogu iz obklesanega kamna, pročelje pa je ometano z malto in poslikano, kot da je zgrajeno iz kamna in opeke. Gradil ge je mojster Rade Borović, katerega ime je zapisano na pragu prehoda iz narteksa v cerkveno ladjo. Poslikave so ohranjene samo delno. Naslikane so bile ob dveh priložnostih. V narteksu sta portreta kneza Lazarja in kneginje Milice, delo tiskarja Makarija. Med najpomembnejšimi ohranjenimi slikami so "Veliki prazniki", "Pasijon" in  "Čudeži". Cerkev ima tudi dragocen ikonostas, ki ga je poslikal Nikola Marković leta 1822.
Samostan Ljubostinja je bil leta 1979 razglašen za kulturni spomenik izjemnega pomena in je pod zaščito Republike Srbije.

## Galerija
- Knez Lazar in kneginja Milica
- Vuk in  Stefan Lazarević